# Forsthaus Luhrbach
Das Forsthaus Luhrbach ist ein Wohnplatz, der zur rheinland-pfälzischen Stadt Deidesheim gehört. Ursprünglich diente das Forsthaus der Aufsicht über den westlichen Teil des Deidesheimer Stadtwalds, heute ist es ein Wohnhaus.

## Geographische Lage
Das Forsthaus Luhrbach befindet sich auf der Waldgemarkung Deidesheims in einem Kerbtal des Pfälzerwalds auf einer Höhe von 253 m ü. NHN. Durch das Tal fließt der Luhrbach, der für das Forsthaus Pate stand. Im Osten erhebt sich der Kreuzberg, im Westen der Eichelberg. Etwa 100 Meter südlich des Gebäudes verläuft die Gemarkungsgrenze zwischen Deidesheim und Lambrecht.

## Geschichte

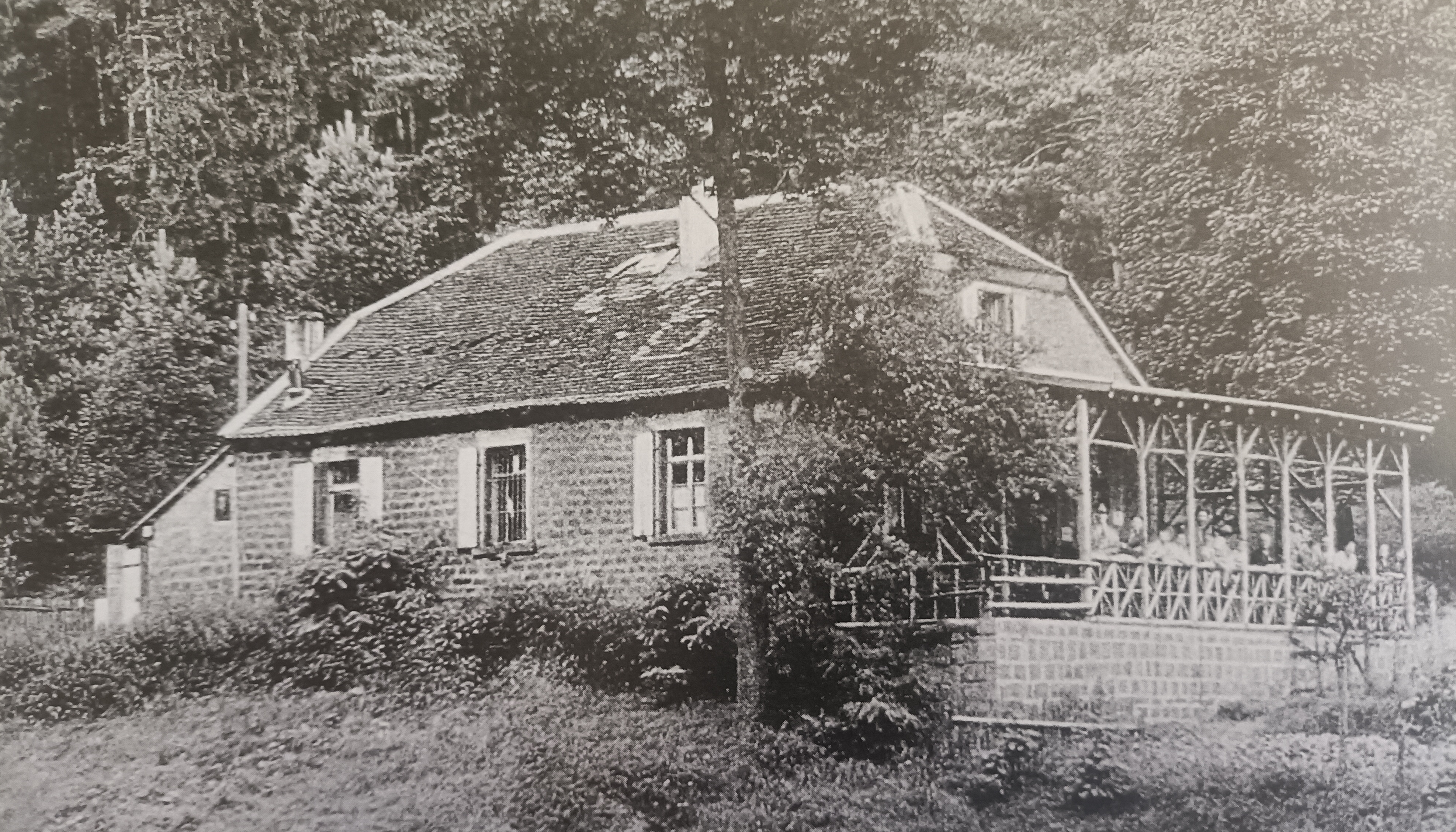
Forsthaus um 1925

Das Forsthaus wurde im Jahr 1873 errichtet, nachdem im Zuge der Teilung des Deidesheimer Stadtwalds das Forsthaus Silbertal an die Nachbargemeinde Niederkirchen abgetreten worden war. Der Waldschütz mit Sitz im Forsthaus Luhrbach war für den Deidesheimer Hinterwald (den westlichen Teil des Stadtwalds) zuständig, während der Waldschütz im Forsthaus Benjental für den Mittelwald zuständig war. Ein dritter Waldschütz war für den Vorderwald zuständig, er hatte seine Dienststelle in der Stadt selbst.
Seine Funktion als Forsthaus hat das Gebäude mittlerweile verloren, heute dient es als Wohnhaus.